# Gabriele Gottwald

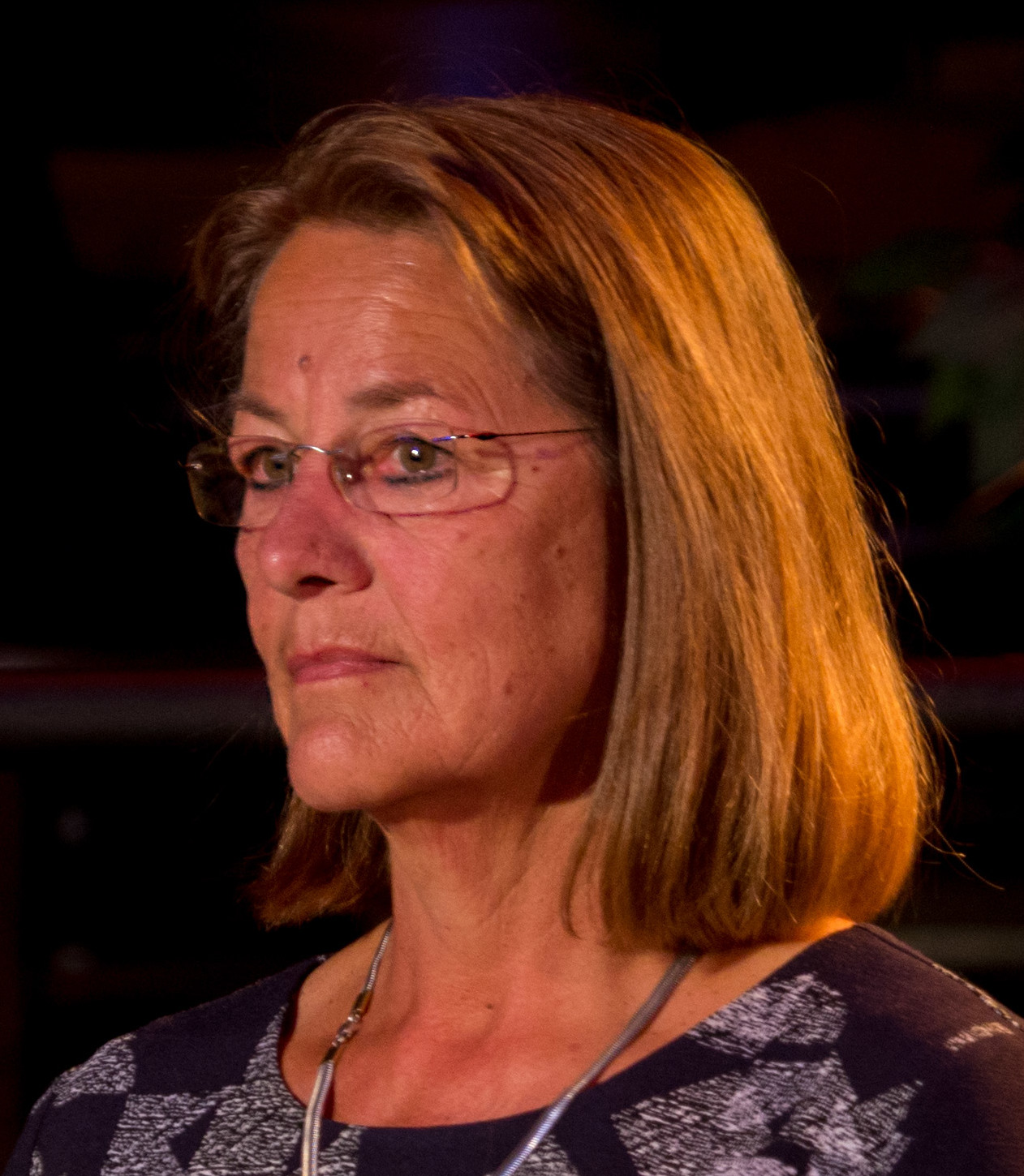
Gabriele Gottwald, 2021

Gabriele Gottwald (* 8. Juli 1955 in Wettringen) ist eine deutsche Politikerin der LINKEN und ehemaliges Mitglied der Grünen.

## Leben
Gottwald absolvierte 1974 ihr Abitur und studierte anschließend die Fächer Sozialwissenschaft und Germanistik. 1980 legte sie das erste Staatsexamen ab. Bereits ein Jahr zuvor war sie Mitarbeiterin der Bildungsarbeit der IG Metall und im Deutschen Gewerkschaftsbund (DGB). Nach dem ersten Staatsexamen engagierte sie sich in der Mittelamerika-Solidaritätsbewegung.

## Politik
Gottwald wurde bei der Wahl zum 10. Deutschen Bundestag 1983 über die Landesliste NRW in den Bundestag gewählt. Sie war ordentliches Mitglied im Ausschuss für wirtschaftliche Zusammenarbeit und stellvertretendes Mitglied des Auswärtigen Ausschusses.
Am 4. Mai 1983 organisierte sie zusammen mit Petra Kelly anlässlich der Regierungserklärung von Bundeskanzler Helmut Kohl im Bundestag eine Protestaktion aus Anlass der Ermordung des westdeutschen Entwicklungshelfers Albrecht Pflaum in Nicaragua wenige Tage zuvor. Am 31. März 1985 legte sie ihr Mandat nieder, wie es Beschlusslage der Partei war, um Marita Wagner den Einzug in den Bundestag zu ermöglichen. Dieses System wurde Abgeordnetenrotation genannt. Sie trat später bei den Grünen aus und ist seit 2007 Mitglied der LINKEN, für deren Bundestagsfraktion sie die Arbeitsgruppe Gesundheit und Soziales koordiniert.
Bei der Wahl zum Abgeordnetenhaus von Berlin 2016 kandidierte sie zunächst erfolglos auf Platz 25 der Landesliste der Linken Berlin sowie im Wahlkreis Friedrichshain-Kreuzberg 1. Am 1. Februar 2017 rückte sie schließlich infolge der Mandatsniederlegung von Arbeitssenatorin Elke Breitenbach ins Abgeordnetenhaus nach. Dem 2021 gewählten Abgeordnetenhaus gehört sie nicht mehr an.

## Verurteilung und Justizirrtum
Gottwald wurde in den 1980ern wegen Beleidigung eines Polizisten verurteilt. Der Polizist gestand 2008, sie zu Unrecht beschuldigt zu haben.